# بتمن: سریال تل‌تیل
«بتمن: سریال تل‌تیل» (انگلیسی: Batman: The Telltale Series) یک بازی ویدئویی در سبک بازی ماجراجویی است که توسط تل‌تیل گیمز و در پلت‌فرم‌های مایکروسافت ویندوز، اکس‌باکس وان، پلی‌استیشن ۴، اکس‌باکس ۳۶۰، پلی‌استیشن ۳، اندروید، آی‌اواس، و مک‌اواس منتشر شده‌است. فصل دوم این بازی با نام بتمن: دشمن درون در سال ۲۰۱۷ منتشر شد.

## اپیزودها
داستان این بازی در پنج قسمت روایت شد که هر قسمت به صورت ماهانه از تاریخ ۱۲ مرداد سال ۱۳۹۵ در اختیار بازیکنان تلفن همراه، کامپیوترهای شخصی، پلی استیشن و ایکس باکس قرار می‌گرفت. این بازی برای کنسول نینتندو سوئیچ در تاریخ ۲۳ آبان ۱۳۹۶ منتشر شد.
| × | نام قسمت        | کارگردان        | نویسندگان                                                         | تاریخ انتشار   |
| - | --------------- | --------------- | ----------------------------------------------------------------- | -------------- |
| 1 | قلمرو سایه‌ها    | کنت مادل        | زک کلر، پاتریک کوین دی، شانون اینگلس، نیکول مارتینز و جیمز ویندلر | ۱۲ مرداد ۱۳۹۵  |
| 2 | فرزندان آرکام   | جاناتان استاودر | جیمز ویندلر، آپریک دی، اندرو هنسون، شانون اینگلس و مگان تورنتون   | ۳۰ شهریور ۱۳۹۵ |
| 3 | محفل دنیای جدید | جیسون پیک       | نیکول مارتینز، مردیت اینسورث، پاتریک کوین دی و جسیکا کراوس        | ۴ آبان ۱۳۹۵    |
| 4 | نگهبانان گاتهام | مارک دروست      | اریک استریپ، پاتریک کوین دی، شانون اینگلز و لوک مک‌مولن            | ۲ آذر ۱۳۹۵     |
| 5 | شهر نورانی      | کنت مادل        | مگان تورنتون، مردیت اینسورث و جیمز ویندلر                         | ۲۳ آذر ۱۳۹۵    |